# Visul lui Liviu
Visul lui Liviu (2004) este un film de scurt metraj regizat de Corneliu Porumboiu.

## Premii
În 2004, a fost desemnat ca fiind cel mai bun film la categoria scurt-metraj la Festivalul Internațional de Film Transilvania.

## Primire
Filmul a fost vizionat de 64 de spectatori în cinematografele din România, după cum atestă o situație a numărului de spectatori înregistrat de filmele românești de la data premierei și până la data de 31 decembrie 2014 alcătuită de Centrul Național al Cinematografiei.